# Furkan Akar
Furkan Akar (ur. 6 marca 2002 w Erzurum) – turecki łyżwiarz szybki specjalizujący się w short tracku, olimpijczyk z Pekinu 2022, brązowy medalista mistrzostw Europy.

## Przebieg kariery
Short track zaczął uprawiać dzięki starszemu bratu Burakowi, który również trenował tę dyscyplinę. W wieku 9 lat chciał zapisać się do klubu łyżwiarskiego, jednak nie został przyjęty z powodu braku odpowiedniego sprzętu. Przychodził jednak na treningi jako obserwator i ostatecznie trenerzy podarowali mu parę łyżew.
W 2022 został pierwszym tureckim shorttrackistą, który wystąpił na igrzyskach olimpijskich. Podczas ceremonii rozpoczęcia igrzysk był chorążym reprezentacji Turcji. Na zawodach przebrnął kwalifikacje, awansując do ćwierćfinałów. Na pół okrążenia przed końcem biegu ćwierćfinałowego był ostatni w stawce 5 zawodników, jednak tuż przed metą doszło do wywrotki 3 poprzedzających go sportowców, a następnie ukarania Węgra Shaolina Sándora Liu, który jako pierwszy przekroczył linią mety. Tym samym sensacyjnym zwycięzcą biegu został Akar, dla którego awans do czołowej 11 turnieju był życiowym sukcesem (dotychczas indywidualnie najlepszym miejscem Akara była 16. pozycja na Mistrzostwach Europy w Gdańsku w 2021). W półfinale zajął ostatnią klasyfikowaną pozycję. Pozwoliło mu to jednak pojechać w finale B, w którym był drugi, co przełożyło się na 6. miejsce w klasyfikacji generalnej wyścigu na 1000 m. Był to najlepszy wynik w 86-letniej historii występów Turcji na zimowych igrzyskach olimpijskich.
Podczas Mistrzostw Europy w Gdańsku w 2023 wywalczył brązowy medal, jako pierwszy turecki shorttrackista w historii stając na podium dużej imprezy.

## Wyniki

### Igrzyska olimpijskie
| Igrzyska   | Konkurencja | Kwalifikacje | Kwalifikacje | Ćwierćfinał | Ćwierćfinał | Półfinał | Półfinał | Finał B  | Finał B | Miejsce |
| Igrzyska   | Konkurencja | Czas         | Pozycja      | Czas        | Pozycja     | Czas     | Pozycja  | Czas     | Pozycja | Miejsce |
| ---------- | ----------- | ------------ | ------------ | ----------- | ----------- | -------- | -------- | -------- | ------- | ------- |
| Pekin 2022 | 1000 metrów | 1:25.462     | 2. Q         | 1:25.490    | 1. Q        | 1:27.102 | 3. QB    | 1:36.052 | 2.      | 6.      |

### Mistrzostwa świata
- Dordrecht 2021
  - 500 m - 28. miejsce
  - 1000 m - 38. miejsce
  - 1500 m - 27. miejsce
  - wielobój - 32. miejsce
- Montreal 2022
  - 500 m - 25. miejsce
  - 1000 m - 44. miejsce
  - 1500 m - 6. miejsce
  - wielobój - 10. miejsce
- Seul 2023
  - 500 m - 22. miejsce
  - 1000 m - 20. miejsce
  - 1500 m - 24. miejsce
- Rotterdam 2024
  - 500 m - 9. miejsce
  - 1000 m - 37. miejsce
  - 1500 m - 27. miejsce

### Mistrzostwa świata juniorów
- Tomaszów Mazowiecki 2018
  - 500 m - 23. miejsce
  - 1000 m - 39. miejsce
  - 1500 m - 48. miejsce
  - wielobój - 30. miejsce
  - sztafeta 3000 m - 12. miejsce
- Bormio 2020
  - 500 m - 19. miejsce
  - 1000 m - 42. miejsce
  - 1500 m - 67. miejsce
  - sztafeta 3000 m - 9. miejsce

### Mistrzostwa Europy
- Dordrecht 2019
  - sztafeta 5000 m - 13. miejsce
- Debreczyn 2020
  - 500 m - 32. miejsce
  - 1000 m - 26. miejsce
  - 1500 m - 29. miejsce
  - wielobój - 28. miejsce
  - sztafeta 5000 m - 12. miejsce
- Gdańsk 2021
  - 500 m - 25. miejsce
  - 1000 m - 16. miejsce
  - 1500 m - 25. miejsce
  - wielobój - 22. miejsce
  - sztafeta 5000 m - 12. miejsce
- Gdańsk 2023
  - 500 m - 5. miejsce
  - 1000 m - 3. miejsce
  - 1500 m - 6. miejsce
- Gdańsk 2024
  - 500 m - 19. miejsce
  - 1000 m - 20. miejsce
  - 1500 m - 22. miejsce
  - sztafeta 5000 m - 6. miejsce